# تبي (أيل تيمور)
تبي (بالفارسية: تپی) هي قرية تقع في إيران في أذربيجان الغربية. يقدر عدد سكانها بـ 129 نسمة بحسب إحصاء 2016.